# The Art of McCartney
The Art of McCartney je tribute album hudebníkovi Paulu McCartneymu, které bylo vydáno 18. listopadu 2014. Jedná se o kompilaci 42 písní z McCartneyovy sólové tvorby a tvorby pro The Beatles, které hrají umělci jako Barry Gibb, Brian Wilson, Billy Joel, Bob Dylan, Willie Nelson, Alice Cooper, Smokey Robinson, Kiss a další.

## Seznam skladeb
| Pořadí | Název                       | umělec                             | Délka |
| ------ | --------------------------- | ---------------------------------- | ----- |
| 1.     | Maybe I'm Amazed            | Billy Joel                         | 5:06  |
| 2.     | Things We Said Today        | Bob Dylan                          | 3:01  |
| 3.     | Band on the Run             | Heart                              | 5:14  |
| 4.     | Junior's Farm               | Steve Miller                       | 4:17  |
| 5.     | The Long and Winding Road   | Yusuf Islam (aka Cat Stevens)      | 3:30  |
| 6.     | My Love                     | Harry Connick Jr.                  | 4:05  |
| 7.     | Wanderlust                  | Brian Wilson                       | 4:17  |
| 8.     | Bluebird                    | Corinne Bailey Rae                 | 3:24  |
| 9.     | Yesterday                   | Willie Nelson                      | 3:01  |
| 10.    | Junk                        | Jeff Lynne                         | 2:13  |
| 11.    | When I'm Sixty-Four         | Barry Gibb                         | 2:40  |
| 12.    | Every Night                 | Jamie Cullum                       | 2:58  |
| 13.    | Venus and Mars/Rock Show    | Kiss                               | 6:40  |
| 14.    | Let Me Roll It              | Paul Rodgers                       | 4:32  |
| 15.    | Helter Skelter              | Roger Daltrey                      | 4:02  |
| 16.    | Helen Wheels                | Def Leppard                        | 3:50  |
| 17.    | Hello, Goodbye              | The Cure featuring James McCartney | 4:01  |
| 18.    | Live and Let Die            | Billy Joel                         | 3:08  |
| 19.    | Let It Be                   | Chrissie Hynde                     | 3:48  |
| 20.    | Jet                         | Robin Zander and Rick Nielsen      | 4:11  |
| 21.    | Hi Hi Hi                    | Joe Elliott                        | 3:10  |
| 22.    | Letting Go                  | Heart                              | 3:59  |
| 23.    | Hey Jude                    | Steve Miller                       | 5:14  |
| 24.    | Listen to What the Man Said | Owl City                           | 3:36  |
| 25.    | Got to Get You Into My Life | Perry Farrell                      | 2:41  |
| 26.    | Drive My Car                | Dion                               | 2:52  |
| 27.    | Lady Madonna                | Allen Toussaint                    | 2:15  |
| 28.    | Let 'Em In                  | Dr. John                           | 5:12  |
| 29.    | So Bad                      | Smokey Robinson                    | 3:19  |
| 30.    | No More Lonely Nights       | The Airborne Toxic Event           | 3:36  |
| 31.    | Eleanor Rigby               | Alice Cooper                       | 2:08  |
| 32.    | Come and Get It             | Toots Hibbert with Sly & Robbie    | 2:21  |
| 33.    | On the Way                  | B.B. King                          | 3:19  |
| 34.    | Birthday                    | Sammy Hagar                        | 2:38  |